# Sylvilagus nuttallii
Sylvilagus nuttallii е вид бозайник от семейство Зайцови (Leporidae).

## Разпространение
Видът е разпространен в Канада (Албърта, Британска Колумбия и Саскачеван) и САЩ (Айдахо, Аризона, Вашингтон, Калифорния, Колорадо, Монтана, Небраска, Невада, Ню Мексико, Орегон, Северна Дакота, Уайоминг, Южна Дакота и Юта).